# Paranatula
Paranatula is een geslacht van vlinders van de familie snuitmotten (Pyralidae), uit de onderfamilie Epipaschiinae.

## Soorten
- P. vincentia Schaus, 1922
- P. zographica Dyar, 1913